# Préfecture autonome hui de Linxia
Cette page contient des caractères spéciaux ou non latins. S’ils s’affichent mal (▯, ?, etc.), consultez la page d’aide Unicode.
La préfecture autonome hui de Linxia (chinois simplifié : 临夏回族自治州 ; pinyin : Línxià huízú Zìzhìzhōu) est une subdivision administrative de la province du Gansu en Chine.

## Géographie

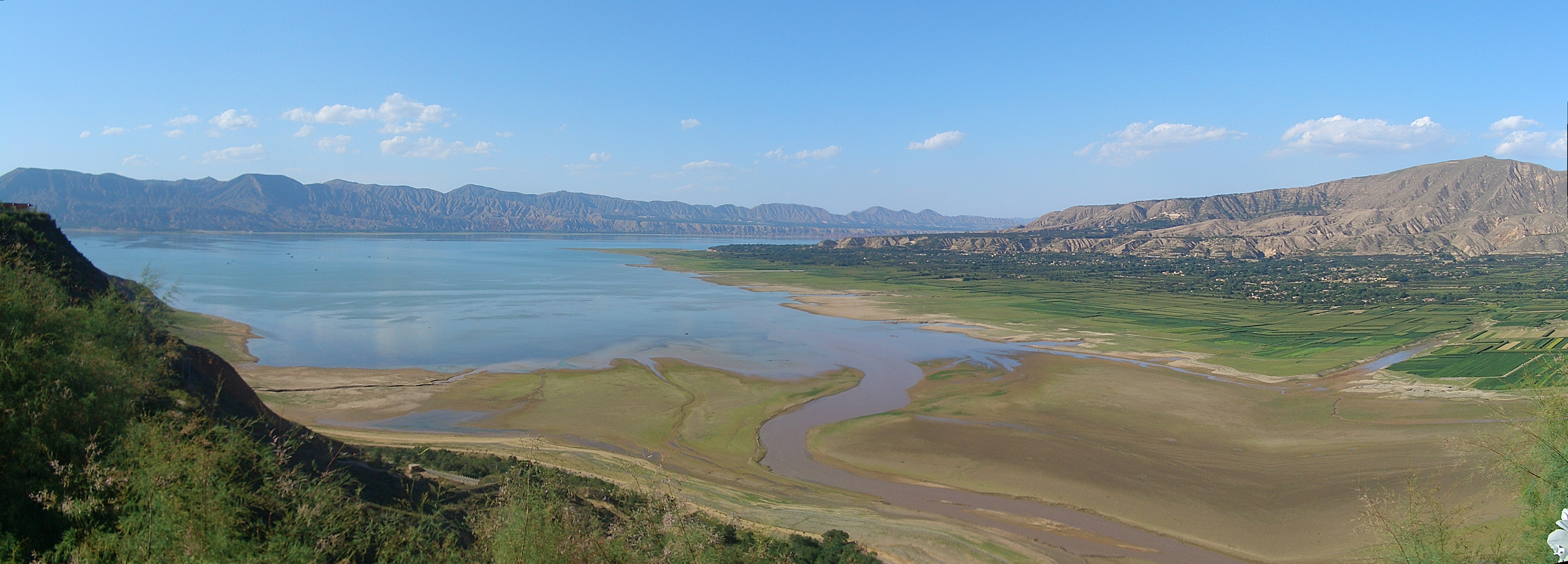
La rivière Daxia à sa connexion avec le réservoir Liujiaxia

Sa superficie est de 8 169 km².

## Démographie
La population de la préfecture était estimée à 1 910 000 habitants en 2004, et celle de la ville de Linxia à 205 550 habitants en 2007.

## Subdivisions administratives
La préfecture autonome hui de Linxia exerce sa juridiction sur huit subdivisions - une ville-district, cinq xian et deux xian autonomes :
- la ville de Linxia - 临夏市 Línxià Shì ;
- le xian de Linxia - 临夏县 Línxià Xiàn ;
- le xian de Kangle - 康乐县 Kānglè Xiàn ;
- le xian de Yongjing - 永靖县 Yǒngjìng Xiàn ;
- le xian de Guanghe - 广河县 Guǎnghé Xiàn ;
- le xian de Hezheng - 和政县 Hézhèng Xiàn ;
- le xian autonome Dongxiang - 东乡族自治县 Dōngxiāngzú Zìzhìxiàn ;
- le xian autonome bonan, dongxiang et salar de Jishishan - 积石山保安族东乡族撒拉族自治县 Jīshíshān bǎo'ānzú dōngxiāngzú sālāzú Zìzhìxiàn.